# Kriegerehrenmal Rüggeberg

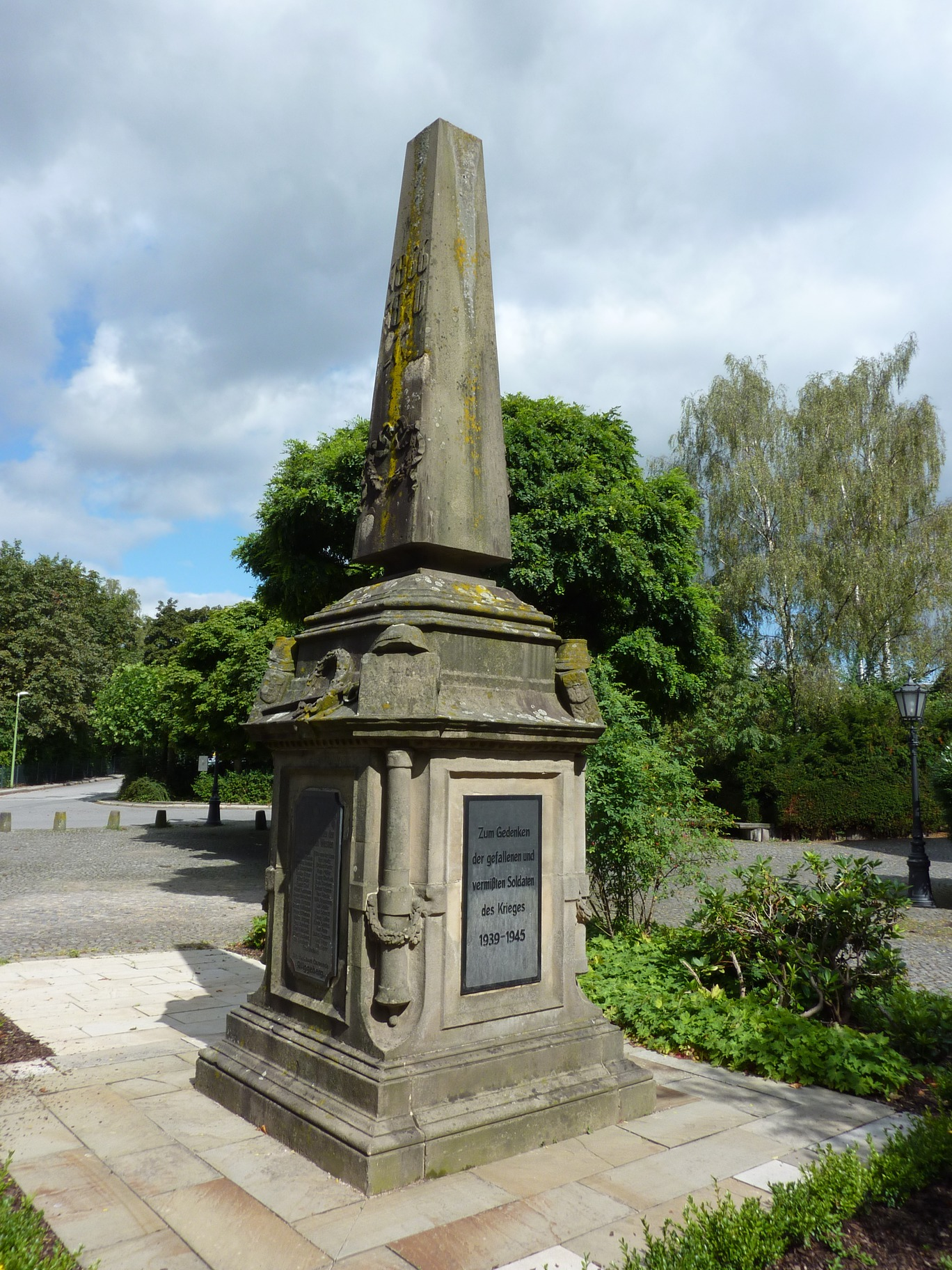
Das Kriegerehrenmal

Das Kriegerehrenmal Rüggeberg ist ein denkmalgeschützter Obelisk auf dem Marktplatz des Ennepetaler Ortsteils Rüggeberg. Er wurde 1875 errichtet.

## Beschreibung
Das Kriegerdenkmal wurde zum Gedenken an die Gefallenen des Deutschen Kriegs 1866 und des Deutsch-Französischen Kriegs 1870/71 errichtet. Nachträglich sind Tafeln angebracht worden, die an die Gefallenen des Ersten und Zweiten Weltkrieges erinnern.
Der Obelisk steht auf einem stufenförmigen Podest. Zeittypische militärische und pazifistische Symbole wie Stahlhelme, Kränze, Säbel und Kreuze zieren Podest und Obelisk.

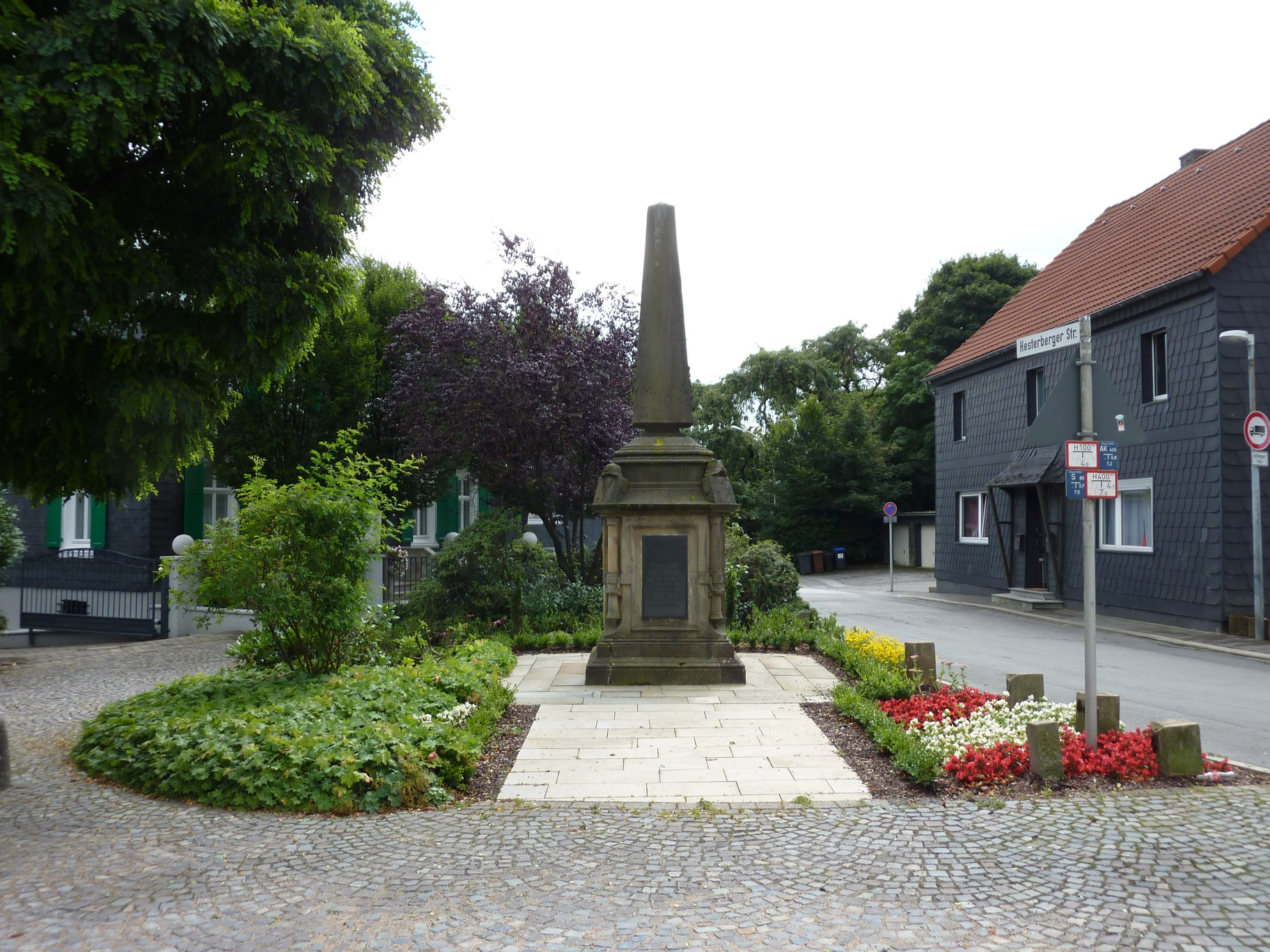
Marktplatz mit Denkmal
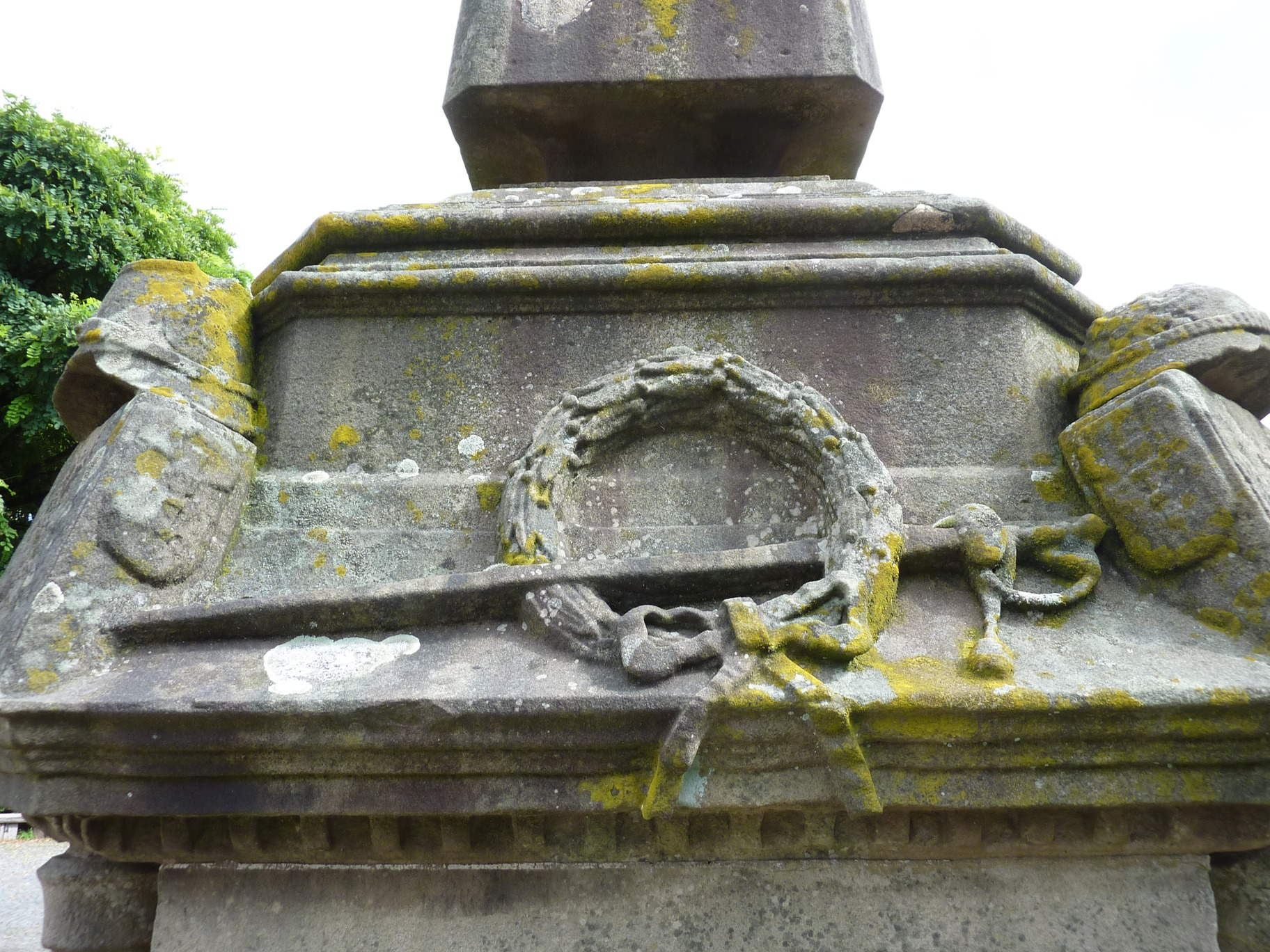
Detailansicht Kranz und Säbel
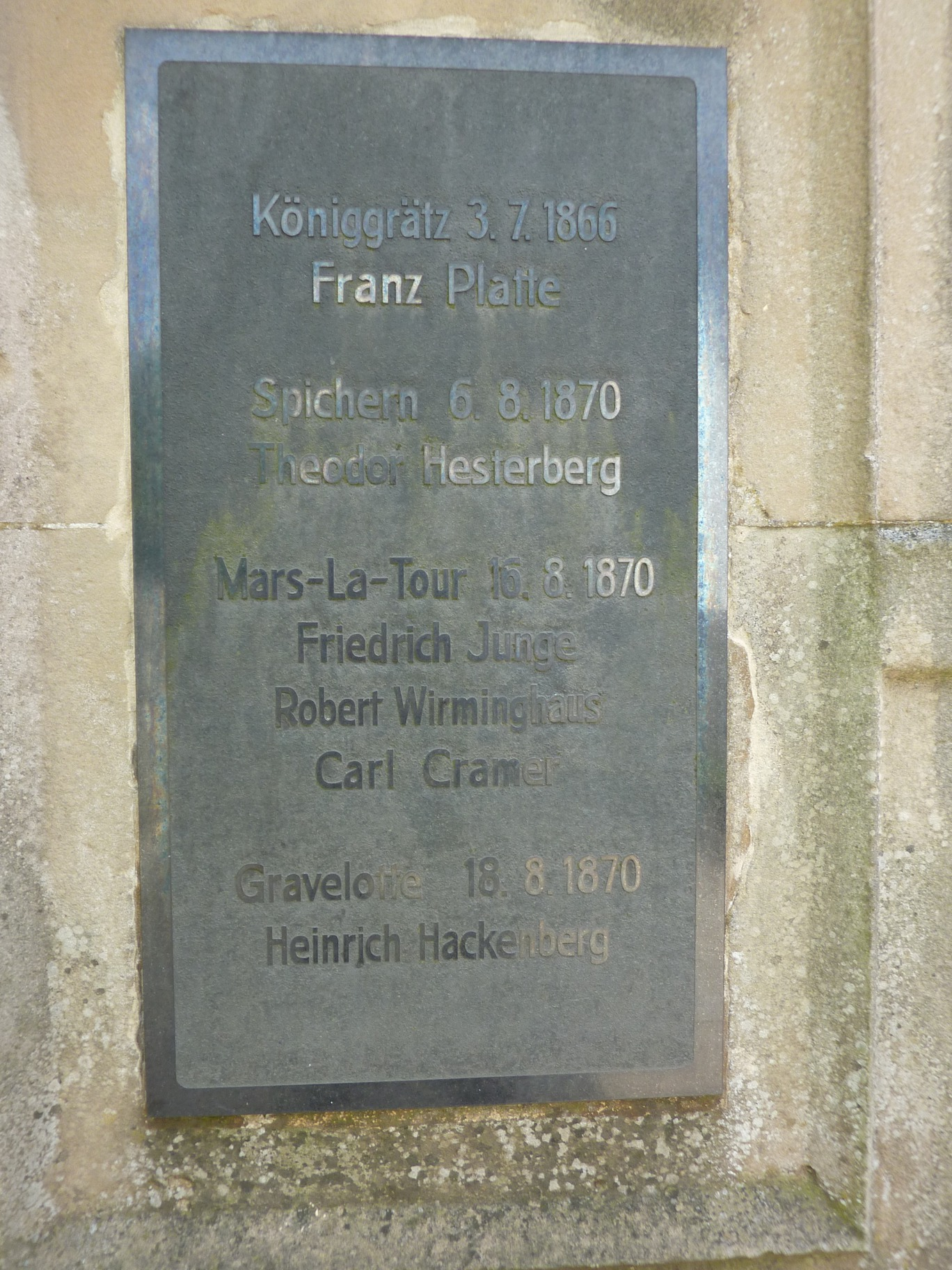
Gedenktafel für die 1866 und 1870 Gefallenen aus Rüggeberg